# Bosak punktowany
Bosak punktowany (Abax carinatus) – gatunek chrząszcza z rodziny biegaczowatych i podrodziny dzierowatych.

## Taksonomia
Gatunek ten opisany został po raz pierwszy w 1812 roku przez Caspara Erasmusa Duftschmida pod nazwą Carabus carinatus. Wyróżnia się w jego obrębie dwa podgatunki:
- Abax carinatus carinatus Duftschmid, 1812
- Abax carinatus sulcatus Fiori, 1899

## Morfologia
Chrząszcz o wydłużonym, szeroko-owalnym ciele długości od 12,9 do 18 mm, ubarwiony w całości lśniąco czarno, włącznie z czułkami i całymi odnóżami. Przedplecze ma bruzdę wzdłuż środka oraz szerokie dołki przypodstawowe z gęsto rozmieszczonymi, grubymi punktami i zmarszczkami. Pokrywy mają całkowicie obrzeżone podstawy, kanciaste do ząbkowatych barki, wyraźnie i gęsto punktowane rzędy i pozbawione są chetoporów (punktów szeczecinkowych) przytarczkowych. Międzyrzędy pokryw bywają od płaskich (rzadko) do mniej lub bardziej żeberkowato wyniesionych; u samców są bardziej niż u samic zakrzywione; siódmy jest przynajmniej w barkach kilowato wyniesiony. U podgatunku A. c. sulcatus międzyrzędy w pobliżu szwu są częściowo wyniesione kilowato. Skrzydła tylnej pary są uwstecznione. Stopy cechują się ostatnim członem od spodu nagim.

## Ekologia i występowanie
Owad rozmieszczony od nizin po góry, ale głównie na wyżynach i pogórzach, a na nizinach znajdowany sporadycznie, a w górach osiągający rzędne 750 m n.p.m. Zasiedla lasy, doliny rzeczne i pastwiska. Postacie dorosłe aktywne są od wiosny do jesieni i stanowią stadium zimujące. Zarówno za dnia, jak i nocą polują na bezkręgowce, zwłaszcza owady i ślimaki.
Gatunek palearktyczny. Podgatunek nominatywny znany jest z  Francji, Belgii, Holandii, Niemiec, Szwajcarii, Austrii, Włoch, Polski, Czech, Słowacji, Węgier, Ukrainy, Mołdawii, Rumunii, Bułgarii, Słowenii, Chorwacji, Bośni i Hercegowiny, Serbii, Czarnogóry, Albanii, Macedonii Północnej, Grecji oraz europejskiej anatolijskiej części Turcji. A. c. sulcatus jest endemitem północnych Włoch.